# Carl Bagger
Carl Christian Bagger (født 11. maj 1807 på Fødselsstiftelsen i København, død 25. oktober 1846 i Odense) var hvad man på den tid kaldte et uægte barn, dansk forfatter og digter. Fra det første øjeblik i sit liv var han bestemt til en halv hjemløs tilværelse og mærket med illegitimitetens stempel, disse to betingelser have været afgørende for Carl Baggers liv og gerning.
Hans mest kendte værker er romanen Min Broders Levnet, 1835 og digtet Promenaden om Natten. Carl Bagger var berygtet i Den danske Guldalders København for sin fordrukkenhed. Bagger var en nær ven af H.C. Andersen. Han ligger begravet på Assistens Kirkegård i Odense.

## Familie og opvækst
Hans fader var justitiarius i Københavns Politiret Peter Christian Bagger (død 1810) og af en anset slægt; moderen skal have været butiksjomfru på Vesterbro.
Da Carl Baggers far mærkede døden nærme sig, bestemte han, at hans lille søn skulle bære hans navn og indtræde i en ægte søns fulde ret; desuden betroede han ham til sin brors varetægt. Men denne, en ung søofficer, døde desværre et par år efter, og den 7-årige dreng kom da i huset hos farmoren, en heftig og lunefuld kvinde, der aldeles ikke var skikket til at opdrage den ærekære, blødhjertede og ustadige dreng. Snart kunne hun kalde på ham med de blideste kælenavne, så knubse ham og trække ham i ørene, så skælde ham ud for "Horeunge" og "Hittebarn".
I sit 12. år sendtes han til Roskilde for at gå i skole der. Her frøs han stadig om vinteren i sin tynde bombasins dragt og følte sig stadig sulten; men byens mindesmærker om Danmarks stortid og den første undervisning i historie fyldte dog den fantasifulde drengs hoved med højhedsdrømme.

## Sorø og H.C. Andersen
15 år gammel i 1822 kom han i Sorø Akademis skole. Her blev han snart bekendt for sit lyse hoved, sin lattermildhed og sine spilopper. Det var i Akademiets store smukke park, han en gang mødte den 2 år ældre H.C. Andersen fra Slagelse, og bekendtskabet mellem de to unge mennesker, der begge skrev vers, var snart stiftet. Trods deres meget forskellige naturer blev det et venskab for hele livet.

Opholdet i Sorø behagede naturligvis ikke i længden Bagger. I et brev til H.C. Andersen, der havde betegnet Sorøs omgivelser som en Stereotypudgave af Lagomaggiore-Egnen, siger han: 
| Citat | Trods det Tilnavn, som De, Velbaarenhed, behager at pryde denne lille Stad med, forekommer den mig (De véd, man ej kan kjøre gjennem Byen, men bestandig maa vende tilbage ad den Vej, hvorad man kom ind) som en hartad modbydelig Blindtarm, hvori jeg selv, et uskyldigt, rødmosset Æble eller noget lignende, er nedsvælget for der paa passende Maade at fordøjes til et nyttigt Excrement. O Jammer, o Rædsel, i sit eet og tyvende Flammeår, med alle sine høitflyvende Længsler og Planer, som figura udviser, levende at nedputtes i en vel tiltoldet Tranflaske. | Citat |
|       | |       |

I marginen fandtes en tegning, forestillende en tilproppet flaske, inden i hvilken en lang tynd person i sort spidskjole ved umulige krumninger af arme og ben gør forsøg på at slippe ud.
Under denne stærkt følte tvang kan man tænke sig, hvor godt det må have gjort ham at blive venlig modtaget i de to skolevenner, brødrene Fiedlers hjem på herregården Basnæs i nærheden af Skælskør. Her fandt den hjemløse for en stund det hjem, hans livsskæbne havde nægtet ham, og da han 1827 blev student med Laud (bedste karakter), forlovede han sig med husets datter Thora.

## København
Endnu et år blev han i Sorø, for at tage Anden Eksamen, og da denne var absolveret, ligeledes med 1. karakter, tog han til København for at tænke på embedseksamen. Med denne havde det dog lange udsigter. Da han ikke længer følte noget bånd på sin vilje, beskæftigede han sig kun med den læsning, som behagede ham, og juraen, som hans formynder, højesteretsassessor A. Müller, havde overtalt ham til at tage fat på, blev snart lagt på hylden.
Meget sprogkyndig, som han var, hengav han sig hellere til studiet af Ludovico Ariosto, Byron og Carlo Gozzi end til dag ud og dag ind "at opræbe Datoerne paa 50 Forordninger" . Digterisk produktion optog også hans tid; og da han ved bedstemoderens død havde fået en del friere hænder i økonomisk henseende, blev besøg på "en vis herlig Vinkjælder" ham til daglig vane. Sin fædrene familie havde han snart bragt sig i strid med ; men også forholdet til hans forlovedes slægt var kølnet betydelig. – Den konventionelle selskabstone kunne han ikke udstå.
Han søgte da sine Fastnachtbrüders selskab, et selskab, hvor Ordene ikke bleve kogte, men hvor Kammeraterne slugte dem raa, en flok af løse fugle og gode hoveder, der lode Fiolen sørge og glemte den næste dag endsige fremtiden for de gyldne Sekunder, nydelsen af øjeblikket medførte. Blandt disse Fastnachtbrüder må særlig den af den ældre slægt kendte matematiklærer Cleophas Svenningsen, kaldet "Fas" af venner, nævnes, en kæmpenatur, som det evige svireliv ikke syntes at have nogen magt over . – Hvad man nu end fra den vedtagne morals standpunkt vil dømme om et sådant liv, så er det dog sikkert, at det indvirkede stimulerende på Baggers poetiske frembringelsesevne.

## Poetisk produktion
1833 udgav han tragedien Dronning Christine og Monaldeschi med fri benyttelse af omhyggelig opsøgte historiske fakta; et skuespil, man vel kan forstå, Det Kongelige Teater forkastede på grund af dets sceniske mangler, men en digtning, hvis skønheder, man undres på, kunde undgå det læsende publikums opmærksomhed. Det var ikke længe siden, C.J. Boyes klingklangsdramaer havde vakt almindelig opsigt, og her var dog noget andet og langt mere.
Året efter, 1834, udkom Smaadigte med perler af lyrisk romancedigtning som den engelske Kapitajn, Bortrejsen og Sophie af Hardenberg, dramatisk-episke situationer som Fragmenter af den spanske Kongekrønnike og bellmanske genrestykker som Promenaden om Natten.
Igen det følgende år, 1835, udkom Min Broders Levned, en roman, hvori digteren skildrer sit dobbelt-jeg og dets forhold til menneskene gennem fremstillingen af to brødre og deres omgivelser, og det med en sådan virkelighedssans og plastisk fynd, at man aldrig glemmer dem og deres kreds, når man en gang har gjort sig bekendt med bogen. Små karakteriserende lyriske digte af værd er indstrøede mellem de rask skitserede situationer; der findes et digt heri, Arthurs Drikkevise, der vel er enestående i dansk poetisk litteratur: råt, dristigt og hånende i sine udtryk skjuler det et såret digterhjertes sorg over livets usselhed og indignation over samfundshykleriet.
Havde Bagger ikke skrevet andet end denne bog på 10 ark, ville den sikre ham en stadig plads mellem vore originale digtere. Her er intet efterlignet, tillært og lavet; her finder vi digterens ægtefødte muse med sin barnlige lattermildhed, sin sigøjneragtige ynde, sit vemodige smil, men også med sin vilde lystighed og sine udfordrende blottelser. – Til skam for datidens kritik, der hidtil så temmelig havde negligeret Bagger, mødtes Min Broders Levnet kun af en massiv protest fra det almægtige Maanedsskrift for Litteratur; men den var nok til at nedslå den lidet selvsikre digters mod. Det var Johan Nicolai Madvig, der bærer ansvaret herfor; han var anmeldelsens forfatter.

## Familieliv
Og der kom andre sorger til. Hans trolovede havde i sin tid født ham en søn; hendes forældres misstemning herover vendte sig, som rimeligt, i særdeles grad mod Bagger. Da han slet ikke syntes at ville gøre sig nogen umage for at komme i en stilling, hvor han kunde forsørge en familie, mente Thora Fiedlers moder, at det var bedst, om forlovelsesforholdet blev aldeles brudt, og sendte for at fremme dette øjemed sin datter på en rejse til en slægtning i Hamborg. Men da Bagger fik underretning herom, vågnede den gamle kærlighed med fornyet styrke. Angst for at miste sin elskede vandrede han til dels på sin fod (thi penge, kan man vide, havde han ikke mange af) den 14 mile lange vej til Korsør og kom netop, som dampskibet Løven skulle føre hans Thora bort.
Afskedens smerte inspirerede ham til det digt, som bærer hint navn, sikkert et af de mest patetiske, vor erotiske poesi ejer. – Men nu var det besluttet, at han ville rejse sig af sin sociale elendighed. Efter at have samlet sine ældre og nyere Digtninger i et lille bind, der udkom 1836, overtog han samme år redaktørpladsen ved Hempels Avis i Odense; og her hen førte han hustru og barn i november 1837.

## Sidste år i Odense
Men digteren skuffede sig, når han havde forment, at denne forandring skulle frembringe et nyt opsving i hans liv. Den trivielle provinsjournalistik lå lige så lidt for ham og hans vaner som familielivets prosa. Bladets ejer var jævnlig utilfreds med sin redaktør, og Baggers husliv blev ikke lykkeligt. Mere end én formiddag kom han svirende fra værtshuset, og et sådant forhold kunne ikke andet end at vække ufred i hjemmet. Dertil kom, hvad han først opdagede i samlivet, at hans hustru trods andre gode egenskaber hverken var nogen synderlig sympatetisk eller fin natur. Navnlig skal det en gang have såret ham, at hun forærede en besøgende, der bad Bagger om en afskrift af Dampskibet Løven, den, hendes mand i sin tid havde sendt hende.
Om egentlig poetisk produktion var der næppe tale: et par komiske smådigte (Drankerkantate og Ballade) og en Børnevise var næsten det eneste af noget blivende værd, han frembragte. Ideen til en novelle "forærede" han H.C. Andersen, som derover byggede De to Baronesser. Det er da også et synkende digterskib, vi bliver bekendt med i hans sidste bog, Øjeblikkets Børn, der udkom 1845. Mærkeligst er den måske ved et anhang, en Ansøgning om Understøttelse til Hs. Majestæt i Avg. 1844, hvori digtersupplikanten med ridderlig artighed henvender sig til Digtekunstens smagfulde Kjender Kong Christian VIII og med poetisk humor beder ham tage en Ambe paa Navnene '"Carl" og "Bagger". Men dette nødskud ville man ikke høre.
25. oktober 1846, 4 dage efter sin søn, døde Bagger i Odense. En ven af ham, en håndværker, skrev et sørgedigt over ham. Baggers enke ægtede senere jernstøber Borum i Odense.

## Eftertiden
Carl Bagger er en af de få bohemeeksistenser, den danske litteratur kender; han er derfor lige så lidt som den beslægtede, men mere aristokratiske Aarestrup nogen tid trængt igennem hos publikum. Medens vore fleste digtere vendte sig til Tyskland, er Carl Baggers blik rettet mod England og Frankrig; men han er ellers en aldeles selvstændig ånd. Demokratisk i sit anlæg bliver hans tone undertiden burschikos (studenteragtig flot og ugenert), og i bestræbelsen efter et ejendommeligt udtryk for tanken bliver dette stundom noget forvreden; men i reglen viser han en skarp sans for farve og form, og ofte gør en ægte-nobel og dyb-sympatetisk stemning sig gældende i hans poesi. Han fylder fuldstændig sin noget isolerede plads i litteraturen.